# 학림 사건
학림 사건(學林事件, 영어: Students’ Espionage Scandal)은 1981년 군사쿠데타로 실권을 장악한 전두환 등 신군부세력이 학생운동단체를 반국가단체로 몰아 처벌한 사건이다. 당시 전민학련이라는 대학생 단체가 첫 모임을 가진 대학로의 '학림다방'에서 유래한 말로 경찰이 숲처럼 무성한 학생운동 조직을 일망타진했다는 뜻으로 붙인 이름이다.
이태복 전 보건복지부 장관등 24명이 전민학련과 전민노련을 결성한 혐의로 강제 연행되었고, 불법 구금과 변호인 및 가족의 접견 차단, 물고문과 전기고문, 여성 피의자에 대한 강간 위협등의 가혹행위로 자백을 받아내는 등의 불법행위가 자행되었다. 이와 같은 사실은 법정에서 폭로되었으나, 재판부는 이를 배척, 유죄를 인정하고 국가보안법 위반 혐의로 징역 1년에서 무기징역을 선고, 1982년 판결이 최종 확정되었다.
또 당시 2심 당시 배석 판사는 황우여 사회부총리 겸 교육부 장관으로 알려져 있으며 피해자들에게 유감을 표명한 바 있다.

## 재심
2009년, 진실과 화해를 위한 과거사정리위원회는 "장기간의 불법 구금과 고문을 통하여 사건이 조작"되었고, "서울지방검찰청이 이와 같은 불법행위가 있었음을 알고도 수사하지 않았으며, 법원 역시 피고인들의 법정 진술을 통해 밝혀진 내용을 심리하지 않고 유죄를 선고하였음"을 발표하고, 피해자에 대한 국가의 사과와 재심 권고 결정을 내렸다.
이에 재심이 청구, 진행되어, 2010년 12월, 서울고법 형사 5부는 동 사건 피고인들에게 무죄 및 면소 판결을 내리고, "사법부의 과오로 인해 피고인들이 고초를 겪은 것에 대해 사과드린다. 이 판결이 조그만 위로가 되기를 바란다"라고 밝혔다. 해당 재심 판결은 2012년 6월 대법원에서 확정되었다.

## 같이 보기
- 부림 사건